# Saratoga Water
Saratoga Water, cunoscută și sub denumirea Saratoga Spring Water sau simplu Saratoga, este o companie producătoare de apă îmbuteliată⁠(d), fondată în 1872 în Saratoga Springs, New York. Apa este vândută atât carbogazoasă cât și plată, într-o sticlă de culoare albastru de cobalt⁠(d). Saratoga Water este un brand al BlueTriton Brands⁠(d).

## Istorie
În 1872, un grup de oameni de afaceri din Saratoga, care căutau să obțină un profit din apa cu proprietăți curative din Saratoga, au început să îmbutelieze apă dintr-un izvor proaspăt descoperit, numit „Saratoga Vichy” după izvoarele minerale din Vichy, Franța.
În 1903, Franța a dat în judecată compania Saratoga Water, cu pretenția că denumirea Vichy ar fi utilizată abuziv. Instanța s-a pronunțat în favoarea companiei americane.
La mijlocul anilor 1980, Saratoga Water a fost cumpărată de Anheuser-Busch, apoi de Evian. Evian a decis închiderea fabricii de îmbuteliere din orașul Saratoga, pentru ca în 2001 Adam Madkour Sr. și un grup de investitori locali să achiziționeze compania și să redeschidă fabrica. În 2021, marca a fost vândută către BlueTriton Brands.
În 2024, Saratoga Water a lansat o linie de sticle de aluminiu, aceasta fiind, potrivit CEO-ului Joey Bergstein, una din prioritățile de creștere ale companiei.
În martie 2025, marca de apă a devenit peste noapte celebră online, datorită unui clip viral postat pe rețelele de socializare de influencer-ul Ashton Hall.